# もえよん学園
『もえよん学園』は、むっく・まだらさい・ゆうの・濱元隆輔それぞれによる4作から成る漫画作品、及びそれらを中心とする企画の総称である。月刊4コマ漫画雑誌「もえよん」に連載されていた。もえよん学園理事会Presents、原案協力：吉崎観音。

## 概要

### 企画概要
- 架空の高校「萌木第四学園（もえぎのだいよんがくえん、通称：もえよん学園）」を舞台に、普通科・秘書科・デザイン科・体育科の4科それぞれに属する生徒たちの姿を描く連載ギャグ漫画企画である。
- 本企画は「もえよん」の中核を為すものであるが、毎号巻頭を飾るといったことは無く、企画全体まとまった形で他の漫画同様に掲載順序を毎号変えていた。
- 構成は毎号、カラー表紙・吉崎観音によるカラーイラスト及びイメージ解説（後に読者コーナー）・4作の漫画・「萌四新聞」の順番で一つの形態を為していた。4作の漫画は毎号掲載順序を入れ替わり、その最初となる作品の冒頭4コマ2本が常に吉崎イラストの裏ページにあたるためカラーとなっていた。
- カラー表紙では季節ごとに祝辞やイベント案内風の架空記事、後には後述の「新入生募集」や「もえ学ラウンジ作品募集」などの記事が掲載されていたが、後に「もえ学ラウンジ」が開設されると共に普通の表紙となり、また、それまで吉崎のみが描いていたものが各漫画家による月代わり表紙となった。吉崎観音によるイラストには「もえよん学園」の周囲の環境や季節行事の様子が描かれ、2005年5月号からは「もえ学ラウンジ」と題して「もえよん」全体を扱う『もえチャンネル』から独立した形の読者コーナーとして読者の意見に答える生徒のイラストが掲載された。「萌四新聞」には各号でのネタにツッコミを入れたり後日談を書いたり、コラムとして各キャラクターに焦点を当てるなど、この世界観を補完する記事が掲載されていた。
- 2005年7月9日、掲載誌「もえよん」休刊（8月号・通巻13号）と共に連載を終了。
- 2005年12月12日、双葉社「アクションコミックス」より単行本上・下、全2巻が同時刊行。

### 作品の特徴
- 特に何らかのストーリーを追うということは無く、各科それぞれの日常を季節に合わせて描くといった形であったが、舞台を同じ学園としたことにより、物堀校長など学園全体に関わるキャラクターのみならず、例えばデザイン科の生徒が普通科の漫画に登場したりといったキャラクターの共有をしばしば行うことが特徴。
- 2004年11月号では「体育祭」と題して、わざと各科の生徒が混在する4チームを編成した上で、それぞれのチームを各漫画家が描く、という試みを行っている。
- 2005年1月号より「新入生キャラクター」を公募（募集期間：2004年12月9日～2005年1月20日）、これによる応募作品のうち各科1名（普通科のみ、新入生代表の他に2名登場している）が同4月号より新入生として登場した。
- 「もえよん」最終号においては、通常通り4作の漫画の後に4人の合作漫画が6本収録されている。これは各コマ単位でそれぞれ別の漫画家が担当することによりあたかも4科の生徒たちが一つの場にいることを表現している。
- 初期の生徒（後述の「登場キャラクター」で各学科名のすぐ下に並ぶ各4名、計16名）は全て連載開始当時1年生だったが、新入生の登場と共に2年生に進級している。
- 連載開始時は、（8月号であったため）物語の中でも夏休み中であったが、新校舎の落成式による登校日、ということで描かれていた。

## 舞台背景
- 萌木第四学園は普通科・秘書科・デザイン科・体育科の4学科を持つ男女共学高校（主要生徒で男子は1名のみだが）であり、付属の大学がある。
- 2004年8月9日をもって創立100周年を迎え、同時に新校舎落成を迎えた時点から連載がスタートする。校舎の着工は2003年夏であり、完成までの一年間、生徒たちはプレハブ校舎で過ごしていた。
- 完成した新校舎は、4学科それぞの棟がデジタル数字の「4」を模した形に並ぶ予定であったが、物堀校長の設計ミスにより、左右が逆になっている。
- 制服は全校とも「白シャツにベスト、胸に蝶リボン、ミニスカート、冬期はこれにブレザーないしセーター及びコート」というものである（男子制服は不明）が、スカートやリボン、体育時のブルマやゼッケン帯などの配色が普通科・橙色、秘書科・紫色、デザイン科・水色、体育科・赤色と学科別に色分けされている。
- 校章は「逆五角形の金枠内に大きく『MIV.』（IVはローマ数字の「4」、「.」は星型）」と記し、その下部に「MOEGINO.FORTH/1904」（/1904は、やや小さい）の文字、さらに下方、五角形の先端を少しはみ出る形で二枚の若葉が描かれており、若葉の中央には各学科を現す色の球が配置されている。この校章は、制服の左胸などに描かれている。
- 学園施設は各学科ごとの校舎のほか、校舎と時を同じくして落成した体育館、野球・サッカー・陸上トラック各1面を備える全面芝生に覆われたグラウンド、プール、4面のテニスコートといった学校らしい施設のほか、学園内東部にある牧場とそれに連なる小山では羊の飼育が行われている。全体的に緑に囲まれた、非常に広大な敷地の学校である。
- 学園が所在するのは「萌木ノ町」という町である。最寄の「萌木ノ駅」から学園までは徒歩10分ほど。学園の裏手（北側）を5分ほど歩くと「桜山」と呼ばれる緑豊かな山があり、そこには秘書科が研修授業の一部で訪れる神社、さらに山奥には物堀校長が掘り当てたとされる秘湯が存在する（ただし一般開放はされておらず、また学園でも知る生徒は限られることから、利用するのはもっぱら神社での実習やバイトによって知る機会のある秘書科の生徒のみである）。学園から「桜山」を挟んだ北側には海が拡がっており、学園北西に徒歩10分（駅からバスで5分）程度の位置には「萌木ノ海岸」という海水浴場が、学園北東近くには小さな港がある。

### 各学科の特徴
普通科
「勉強のコツ」と「学ぶ楽しさ」を中心に教え、優秀な教師陣とあらゆるIT施設によって様々なことを学ぶことが出来る。「生きた総合学力」を身に付けることを旨とする。有数の進学率を誇る。
秘書科
「知性」と「美」を身に付けることを目的とし、「秘書検定」「簿記」「経理」といった学問的分野の他、日本古来の「日本舞踊」「華道」「茶道」といった伝統・文化に関する知識も学ぶ。また、様々な形での秘書ニーズに対応するため、「内偵（スパイ）」「巫女」「メイド」などの実習も行う。さらに、組織の経営力を養うべく学園行事などの生徒会的役割も果たす。学科的な性格上、女子学生が圧倒的に多いのが特徴。
デザイン科
人間が「モノ」を感じるエッセンスとしてのデザインを学ぶことを目的とし、「絵画美術」「造形美術」「色彩学」「構造学」といった一般過程のほか、「CG専科」「アニメ技術」「発明技術」など幅広い専門課程を擁する。NASAに匹敵する設備を持ち、就職内定率142.5%（2003年度）を誇る。
体育科
インターハイや甲子園といった高校レベルの枠を超え、世界に通用するアスリートの育成を目的とする。各種のスポーツ連盟より一般開放を求められるほど充実した運動施設を持ち、海外からの留学生も多く、現役のオリンピック選手が在席していることも珍しくない。

## 登場キャラクター

### 普通科
担当漫画家：むっく
- 伊藤なみ（いとう―）
- 深山あかね（みやま―）
- 草加かおる（くさか―）
- 轟萌代（とどろき　もえよ）
- 照屋乙女（てれや　おとめ）
- 赤井星（あかい　ほし）
- 天野笑子（あまの　えみこ）

### 秘書科
担当漫画家：まだらさい
- 高橋北都（たかはし　ほくと）
- 大森雪（おおもり　ゆき）
- 安部幸子（あべ　さちこ）
- 鶴田仲之助（つるた　なかのすけ）
- 鬼瓦真理亜（おにがわら　まりあ）

### デザイン科
担当漫画家：ゆうの
- 時村真紀（ときむら　まき）
- 石塚みのり（いしづか―）
- 日向小桃（ひなた　こもも）
- 時沢恵美（ときざわ　めぐみ）
- 武藤葵（むとう　あおい）

### 体育科
担当漫画家：濱元隆輔
- 鈴木恵子（すずき　けいこ）
- 金村叉奈（かねむら　さな）
- 陳美鈴（ちぇん　みすず）
- ボスコヴァ＝ユーリア
- 鉄夢絵（くろがね　むえ）
- カローラII（かろーらつー）

## 書誌情報
- 掲載誌
  - もえよん 2004年8月号 - 2005年8月号（休刊により連載終了）
- 単行本
  - 双葉社「アクションコミックス」として刊行されている（全2巻）。
    1. もえよん学園 上（2005年12月12日発売）ISBN 4-575-93989-7
    2. もえよん学園 下（2005年12月12日発売）ISBN 4-575-93990-0